# Zdzisław Darasz
Zdzisław Darasz [zdžísuaw/ždžísuaw dáraš], literarni zgodovinar, poljski slovenist in jezikoslovec, *11. november 1945, Zagórze (przeworski okraj, Podkarpatsko vojvodstvo), Poljska.

## Življenje in delo
Zdzisław Darasz je strokovnjak za slovansko jezikoslovje in  slovanske literature. Leta 1979 je dobil štipendijo za študij v Sloveniji in se pod mentorstvom Borisa Paternuja in  Franceta Zadravca navdušil nad modernističnimi avtorji: Kette, Murn, Župančič, Cankar. Leta 1985 (v poljščini leta 1983) je objavil doktorsko disertacijo Od moderne k ekspresionizmu: o spremembah v slovenski književni zavesti. Leta 1995 na šlezijski univerzi v Katovicah pridobi naziv profesorja z razpravo Problemi narodne avtoidentifikacije v slovanski kulturi in literaturi. Njegove prispevke najdemo v strokovnih revijah Sodobnost, Slava, Slavistična revija in simpoziju Obdobja Arhivirano 2009-03-06 na Wayback Machine.. Sedaj deluje na Slavističnem inštitutu za zahodno in južno slovanščino na  Varšavski univerzi in na Katedri za slovansko jezikoslovje. Predava predmeta Slovenci v krogu kulturne komunikacije in Literatura kot izvor in pričevanje o slovenski tradiciji.
Predaval je tudi na Inštitutu za zahodno in južno slavistiko na Univerzi v Varšavi. V pokoju je od junija 2017.

### Knjige
- Od moderny do ekspresjonizmu. Z przemian świadomości literackiej w Słowenii. Wrocław etc.: Zakład Narodowy im. Ossolińskich 1982, 133 (1) s.
- Recenzje: T. Pretnar, „Ruch Literacki” 1983, z. 3–4, s. 289–291; Idem, Od moderne k avantgardi. „Slavistična revija” 1983, z. 3, s. 237–238; Z. Niedziela, „Pamiętnik Słowiański” T. 32: 1982 (wyd. 1985), s. 238–239; A. Borowiec-Fiuto, „Slavia Occidentalis” T. 43: 1986 (wyd. 1987), s. 214–216.
- Wydanie słoweńskie: Od moderne k ekspresionizmu. O spremembah v slovenski književni zavesti. Prevedel T. Pretnar. Ljubljana: Slovenska matica 1985, 141 (3) s. Razprave in eseji 29.
- Recenzje: D. Poniž, Moderno o moderni. „Dnevnik” 15. 08. 1985, s. 9. Svet v knjigah 479; I. G(edrih), Pri Slovenski matici – od leposlovja do filozofije. „Sodobnost” 1985, z. 8–9, s. 909–910; F. Buttolo, „Primerjalna književnost” 1986, z. 1, s. 60–63.
- Problemy autoidentyfikacji kulturowej i narodowej w literaturze słoweńskiej. Katowice: Uniwersytet Śląski 1995, 145 (3) s. Povzetek. Summary. Prace Naukowe Uniwersytetu Śląskiego nr 1513.
- Recenzja: J. Šuler-Galos, „Pamiętnik Słowiański” T. 45–46: 1995–1996 (wyd. 1997), s. 189–194.

### Jezikoslovni članki
- The Word-Formation of Serbo-Croatian Substantives of Turkish Origin. Transl. by J. Laskowski. Part One: „Folia Orientalia” T. 15: 1974, s. 119–139; Part Two: „Folia Orientalia”T. 16: 1975, s. 193–213.
- Gwara jako kryterium literackiej normy. „Język Polski” 2000, z. 1–2, s. 146–148.

### Literarni članki
- Liryka erotyczna słoweńskiej moderny. W: Modernizm w literaturach słowiańskich (zachodnich i południowych). Red. M. Bobrownicka. Wrocław etc.: Zakład Narodowy im. Ossolińskich 1973, s. 165–172.
- Między filozofią a polityką. O dramatach Primoža Kozaka. W: Dramat i teatr narodów słowiańskich w XX wieku. Red. M. Bobrownicka. Wrocław etc.: Zakład Narodowy im. Ossolińskich 1979, s. 99–109.
- Wersja zmodyfikowana: Elementi dramskega oblikovanja Primoža Kozaka. Prevedel T. Pretnar. W: Sodobni slovenski jezik, književnost in kultura. Uredila B. *Paternu, F. Jakopin. Ljubljana: Univerza etc. 1988, s. 209–215. Summary. Obdobja 8.
- Przedruk fragmentu w: Sodbe o Aferi in Kozakovi dramatiki. W: P. Kozak, Afera. Spremna besedila napisal A. Lah. Ljubljana: Državna založba Slovenije 1992, s. 117–118. Zbirka Klasje, II letnik.
- Z przemian świadomościowych w literaturze słoweńskiej po modernie: Vodušek i Kosovel. W: Literaturysłowiańskie w okresie Awangardowego przełomu. Red. Z. Niedziela. Wrocław etc.: Zakład Narodowy im. Ossolińskich 1979, s. 101–109.
- Problem ekspresionizma v Župančičevi liriki. Prevedel T. Pretnar. W: Oton Župančič. Simpozij 1978. Uredil F. Bernik. Ljubljana: Slovenska matica 1979, s. 165–173. Streszczenie.
- Wersja zmodyfikowana: Z problemów ekspresjonizmu w liryce Otona Župančiča. „Pamiętnik Słowiański” T. 30: 1980 (wyd. 1981), s. 89–99.
- Jan August Kisielewski na scenach krajów słowiańskich. W: Jan August Kisielewski i problemy dramatu młodopolskiego. Red. E. Łoch. Rzeszów: Towarzystwo Naukowe w Rzeszowie 1980, s. 45–51.
- Levstikov književnozgodovinski nazor. Prevedel  T. Pretnar. W: Obdobje realizma v slovenskem jeziku, književnosti in kulturi. Uredil B. Paternu. Ljubljana: Univerza etc. 1982, s. 101–107. Streszczenie. Obdobja 3.
- Ritem kot izraz svetovnega nazora: Župančič in Leśmian. Prevedel T. Pretnar. W: Obdobje simbolizma v slovenskem jeziku, književnosti in kulturi. Prvi del. Uredil F. Zadravec. Ljubljana: Univerza etc. 1983, s. 277–284. Streszczenie. Obdobja 4.
- Wersja zmodyfikowana: Rytm w poetyckiej autorefleksji Leśmiana i Župančiča. W: Polska – Jugosławia. Związki i paralele literackie. Red. H. Janaszek-Ivaničková, E. Madany. Wrocław etc.: Zakład Narodowy im. Ossolińskich 1987, s. 65–72.
- Iskanje formule „nove umetnosti” v slovenski slovstveni publicistiki ekspresionističnega desetletja. Prevedel T. Pretnar. W: Obdobje ekspresionizma v slovenskem jeziku, književnosti in kulturi. Uredil F. Zadravec. Ljubljana: Univerza etc. 1984, s. 389–397. Streszczenie. Obdobja 5.
- Dramatyczność, element liryczny i epicki w dramaturgii Vojnovicia. „Prace Historycznoliterackie” 1987, z. 62, s. 47–54. Zusammenfassung. Zeszyty Naukowe Uniwersytetu Jagiellońskiego.
- Tropem ewolucji małych form słoweńskiego dramatu ekspresjonistycznego. „Slava” 1988/89, z. 2, s. 144–156; toż w: Studia porównawcze z literatur słowiańskich. Red. R. Łużny, Z. Niedziela. Wrocław etc.: Zakład Narodowy im. Ossolińskich 1992, s. 137–144. Summary.
- Sto lat literatury słoweńskiej (1885–1985). „Pamiętnik Słowiański” T. 36–37: 1986–1987 (wyd. 1989), s. 261–281.
- Sto lat słoweńskiej krytyki literackiej (1885–1985). „Pamiętnik Słowiański” T. 36–37: 1986–1987 (wyd. 1989), s. 289–298.
- V iskanju identitete. Iz obravnave zgodnje faze razvojnegaprocesa slovenske vede o književnosti. Prevedel T. Pretnar. W: Obdobje slovenskega narodnega preporoda (Ob 70-letnici ljubljanske slavistike). Uredil M. Kmecl. Ljubljana: Univerza etc. 1991, s. 13–18. Streszczenie. Obdobja 11.
- Wersja zmodyfikowana: Z obserwacji wczesnej fazy procesu rozwojowego słoweńskiej nauki o literaturze. W: Język, literatura, kultura Słowian – dawniej i dziś. Red. J. Świdziński, T. Zdancewicz. Poznań: Wydawnictwo Poznańskiego Towarzystwa Przyjaciół Nauk 1991, s. 57–64. Prace Komisji Filologicznej T. 32.
- Literatura chorwackiego iliryzmu w kręgu naukowych zainteresowań Mariana Zdziechowskiego. „Rocznik Komisji Historycznoliterackiej” T. 28: 1991 (wyd. 1992), s. 139–146. Summary.
- Topos galernika we współczesnej literaturze słoweńskiej. W: Mity narodowe w literaturach słowiańskich. Red. M. Bobrownicka. „Prace Historycznoliterackie” 1992, z. 81, s. 67–74. Zeszyty Naukowe Uniwersytetu Jagiellońskiego.
- Słoweński ekspresjonizm wobec etycznych wyzwań czasu. W: Kryzys tożsamości. Slavica. Red. B. Czapik, E. Tokarz. Katowice: Uniwersytet Śląski 1992, s. 38–50. Резюме. Summary. Prace Naukowe Uniwersytetu Śląskiego nr 1301.
- Reizm – propozycja słoweńskiej neoawangardy lat sześćdziesiątych. W: Rozpad mitu i języka? Red. B. Czapik. Katowice: Uniwersytet Śląski 1992, s. 134–143. Summary. Резюме. Prace Naukowe Uniwersytetu Śląskiego nr 1324.
- Wstęp (do Rozdziału XI: Chorwacja, Słowenia, Serbia). W: O dramacie. Źródła do dziejów europejskich teorii dramatycznych. Red. E. Udalska. T. 2: Od Hugo do Witkiewicza. Poetyki – manifesty – komentarze. Warszawa: Fundacja Astronomii Polskiej 1993, s. 595–602.
- Metoda literarnozgodovinske sinteze Ivana Prijatelja (Pogled od zunaj). Prevedel N. Jež. „Slavistična revija” 1994, z. 2–3, s. 365–369. Streszczenie. Ramovšev zbornik. Obdobja 12.
- Oblikovanje idejno-estetskih modelov slovenske literarne kritike v obdobju med svetovnima vojnama. Oris vprašanja. W: Individualni in generacijski ustvarjalni ritmi v slovenskem jeziku, književnosti in kulturi. Ob 10-letnicismrtiM. Boršnikove. Uredila M. Juvan, T. Sajovic. Ljubljana: Univerza etc. 1994, s. 23–29. Streszczenie. Obdobja 14.
- Literatura słoweńskiego baroku (na tle słowiańskim). W: Kolokwia polsko-włoskie. Red. J. Malicki, P. Wilczek. T. 2: Kultura baroku i jej tradycje. Katowice: Śląsk 1994, s. 15–24. Prace Komisji Historycznoliterackiej Oddziału PAN w Katowicach nr 16.
- U źródeł postmodernistycznej świadomości słoweńskiej literatury. W: Postmodernizm w literaturze i kulturze krajów Europy Środkowo-Wschodniej. Materiały z konferencji naukowej zorganizowanej przez Uniwersytet Śląski. Ustroń, 15–19 listopada 1993. Red. H. Janaszek-Ivaničková, D. Fokkema. Katowice: Śląsk 1995, s. 179–184.
- Wersja anglojęzyczna: The Sources of the Postmodern Consciousness in Slovene Literature. (Transl. by A. Rodzińska). W: Postmodernism in Literature and Culture of Central and Eastern Europe. Papers presented at an International Conference organized by University of Silesia. Ustroń, 15–19 November, 1993. Edited by H. Janaszek-Ivaničková in Co-operation with D. Fokkema. Katowice: Śląsk 1996, s. 183–188.
- Impulsy germańsko-romańskie a historyczna promocja literatury słoweńskiej. W: Symbioza kultur słowiańskich i niesłowiańskich w Europie Środkowej. Red. M. Bobrownicka. Kraków: Universitas 1996, s. 99–106.
- Sonety France Prešerna w polskich przekładach. W: Sonet in sonetni venec. Uredila B. Paternu,  F. Jakopin. Ljubljana: Filozofska fakulteta etc. 1997, s. 337–343. Povzetek. Obdobja 16.
- Niektóre aspekty słoweńskiego dialogu z tradycją narodowej kultury. W: Współcześni Słowianie wobec własnych tradycji i mitów. Sympozjum w Castel Gandolfo, 19–20 sierpnia 1996. Red. M. Bobrownicka, L. Suchanek, F. Ziejka. Kraków: Universitas 1997, s. 77–85.
- Wersja zmodyfikowana: Polska glosa do słoweńskiego dialogu z dziedzictwem narodowej kultury. „Slavistična revija” 1997, z. 1–2, s. 161–170. Povzetek. Zadravčev zbornik.
- Słoweńcy wobec iliryjskiej utopii. W: Utopia w językach, literaturach i kulturach Słowian. T. 2: Z przemian świadomości utopijnej w procesie historycznoliterackim. Red. B. Czapik-Lityńska. Katowice: Wydawnictwo Uniwersytetu Śląskiego 1997, s. 74–80. Summary. Zusammenfassung. Prace Naukowe Uniwersytetu Śląskiego nr 1600.
- Chorwacki poemat o wojnie chocimskiej: Osman Ivana Gundulicia. W: Wokół Wacława Potockiego. Studia i szkice staropolskie w trzechsetną rocznicę śmierci Poety. Red. J. Malicki, D. Rott. Katowice: Wydawnictwo Uniwersytetu Śląskiego 1997, s. 104–116. Summary. Zusammenfassung. Prace Naukowe Uniwersytetu Śląskiego nr 1645.
- Zjednoczona Europa – słoweńska szansa czy zagrożenie? W: Słowianie wobec integracji Europy. Prace poświęcone XII Międzynarodowemu Kongresowi Slawistów w Krakowie. Red. M. Bobrownicka. Kraków: Universitas 1998, s. 201–209. Summary.
- Adam Mickiewicz in France Prešeren: pesnika velikega preloma. „Sodobnost” 1999, z. 3–4, s. 318–324.
- Wersja zmodyfikowana: Adam Mickiewicz in France Prešeren med klasicizmom in romantiko. W: Prešernovi dnevi v Kranju. Simpozij ob 150-letnici smrti dr. Franceta Prešerna od 2. do 5. februarja 1999 na Fakulteti za organizacijske vede v Kranju. Uredili B. Paternu, N. Šumi, F. Drolc, M. Starc. Kranj: Mestna občina Kranj 2000, s. 51–58. Summary.
- Z zagadnień procesu literackiego w Słowenii: od wielojęzyczności do językowego etnocentryzmu. W: Studia z historii literatury i kultury Słowian. Red. B. Czapik-Lityńska, Z. Darasz. Katowice: Uniwersytet Śląski 2000, s. 146–153. Summary. Zusammenfassung. Prace Naukowe Uniwersytetu Śląskiego nr 1850.
- Wersja słoweńskojęzyczna: Pričakovanim slovenskim literarnozgodovinskim sintezam na rob. (Prevedel N. Jež). W: Historizem v raziskovanju slovenskega jezika, literature in kulture. Uredila A. Derganc. Ljubljana: Univerza etc. 2002, s. 541–548. Summary. Obdobja 18.
- Językowy polimorfizm słoweńskiej kultury a narodowa tożsamość Słoweńców. W: Język a tożsamość narodowa. Slavica. Red. M. Bobrownicka. Kraków: Universitas 2000, s. 143–153. Summary.
- Barokowe antynomie i dysonanse w kazaniach Janeza Svetokriškiego. W: Między kulturą „niską” a „wysoką”. Zjawiska językowe, literackie, kulturowe. Pamięci prof. dr hab. Teresy Dąbek-Wirgowej. Red. M. Korytkowska, Z. Darasz, G. Minczew. Łódź: Archidiecezjalne Wydawnictwo Łódzkie 2001, s. 29–34.
- Drago Jančar – scriptor politicus. „Przegląd Polityczny” 2002, z. 54, s. 72–74.
- Słowiańskie identyfikacje słoweńskiej kultury narodowej. „Południowosłowiańskie Zeszyty Naukowe. Język – Literatura – Kultura” T. 1: 2004, s. 97–107. Резюме.
- Europejska anábasis Vladimira Bartola. W: Wielkie tematy kultury w literaturach słowiańskich T. 6. Red. I. Malej, Z. Tarajło-Lipowska. Wrocław: Wydawnictwo Uniwersytetu Wrocławskiego 2004, s. 75–82. Резюме. Перевел J. Pietrow. „Slavica Wratislaviensia”  T. 129. Acta Universitatis Wratislaviensis nr 2666.
- Chorwacka barokowa proza kaznodziejska. W: Homiletyka. Red. Z. Darasz, G. Minczew. Łódź: Wydawnictwo Uniwersytetu Łódzkiego 2005, s. 127–137. Резюме. *„Południowosłowiańskie Zeszyty Naukowe. Język – Literatura – Kultura” T. 2: 2005.
- Być Słoweńcem. Eseistyczne reinterpretacje problemu. W: Literatury słowiańskie po roku 1989. Nowe zjawiska, tendencje, perspektywy. T. 3: Podmiotowość. Red. B. Czapik-Lityńska. Warszawa: Dom Wydawniczy Elipsa 2005, s. 152–171. Summary.
- Književna kroatistika na Sveučilištu u Varšavi: tradicija, transformacije, perspektive. W: Hrvatska književnost na europskim sveučilištima. Zagreb, 11.–14. listopada 2007. Uredila A. Janković Čikos. Zagreb: Društvo hrvatskih književnika 2007, s. 37–46. 28. zagrebački književni razgovori.
- Słowiański wymiar słoweńskości w pismach Janeza Trdiny. „Południowosłowiańskie Zeszyty Naukowe. Język – Literatura – Kultura” T. 4: 2007, s. 7–17. Резюме.
- Literackie portrety Lublany – dawne i nowe, własne i obce. W: Kraków i Lublana a mit Europy Środkowej. Red. J. Purchla. Kraków: Międzynarodowe Centrum Kultury 2007, s. 109–121.
- Rijeka w autobiografii Janeza Trdiny. W: Bunt tradycji – tradycja buntu. Księga dedykowana Profesorowi Krzysztofowi Wrocławskiemu. Red. M. Bogusławska, G. Szwat-Gyłybowa. Warszawa: Instytut Slawistyki Zachodniej i Południowej Uniwersytetu Warszawskiego 2008, s. 221–228.
- „Čovjek nije nego glumac na sceni svijeta”. O dramatach Mira Gavrana. „Południowosłowiańskie Zeszyty Naukowe. Język – Literatura – Kultura” T. 6: 2009, s. 81–94. Резюме.
- Jeврejи у Aндрићeвoм cвeту или o рaзoружaвaњу eтнoкултурних cтeрeoтипa. W: Ивo Андрић у cрпcкoj и eврoпcкoj књижeвнocти. Рeд. З. Бojoвић et al. Нaучни cacтaнaк cлaвиcтa у Bукoвe дaнe 41/2,Бeoгрaд, 15–17. IX 2011. Бeoгрaд: Мeђунaрoдни cлaвиcтички цeнтaр 2012, s. 179–187. Резюме. (Перевел М. Душкин).
- Стаза поред пута. О позној лирици Десанке Максимовић – још једном. W: Развојни токови српске поезије. Рeд. З. Бojoвић et al. Нaучни cacтaнaк cлaвиcтa у Bукoвe дaнe 42/2 T. II,  Бeoгрaд, 12–14. IX 2012. Бeoгрaд: Мeђунaрoдни cлaвиcтички цeнтaр 2013, s. 609–617. Streszczenie.
- Konfesyjne oblicza obcości w Andricia „świecie bez Boga”. „Południowosłowiańskie Zeszyty Naukowe. Język – Literatura – Kultura” T. 10: 2013, s. 35–45. Summary. Transl. by J. Banasiak.
- Његошеви кругови идентитета. W: Њeгош у своме врeмeну и данас. Рeд. З. Бojoвић et al. Нaучни cacтaнaк cлaвиcтa у Bукoвe дaнe 43/2, Бeoгрaд, 12–15. IX 2013. Бeoгрaд: Мeђунaрoдни cлaвиcтички цeнтaр 2014, s. 13–21. Резюме. Перевел М. Душкин.
- Wer erbt das deutschsprachige Schrifttum der slowenischen Gebiete? (Übersetzung M. Gołaszewski). W: A. Buras-Marciniak, M. Gołaszewski (Hrsg.), Südslawen und die deutsch-sprachige Kultur, Frankfurt am Main etc.: Peter Lang Edition 2015, s. 359–367. Lodzer Arbeiten zur Literatur- und Kulturwissenschaft nr 4.